# Pia Jette Hansen
Pia Jette Hansen (født 11. juli 1957) er en dansk skuespiller, instruktør og teaterleder. Hun er uddannet skuespiller fra Odense Teaters elevskole i 1987. Hun var i 2001-10 teaterchef på Holbæk Teater og tiltrådte 1. august 2010 stillingen som direktør for Østre Gasværk Teater i København. I 2017 tiltrådte hun som direktør på Bellevue Teatret.
Hun har haft mindre roller i flere film og TV-serier og fungerede inden ansættelsen op Holbæk Teater som freelance skuespiller, instruktør og koreograf.
Pia Jette Hansen har under perioden som teaterchef i Holbæk været med til at sikre Holbæk Teater to Reumert-priser i 2008 og 2009 for forestillinger som 69 – en rockteaterkoncert (om Ungdomshuset på Jagtvej 69) og Gidsel (om indvandrerproblematik blandt unge). Derudover var hun kunstnerisk ansvarlig for åbningen af DGIs Landsstævne i Holbæk i 2009. 
Pia Jette Hansen fornyede Østre Gasværk Teaters repertoire ved som noget nyt for teatret at opsætte store forestillinger for børn og unge, heriblandt Flemming Quist Møllers Cykelmyggen Egon. Musicalerne Skammerens Datter, Skammerens Datter 2 og musikforestillingenVildheks var baseret på Lene Kaaberbøls ungdomsromaner. For det voksne publikum blev musicalversionen af Ken Folletts bestseller Jordens Søjler en stor succes. 